# Balaka seemannii
Espèce
Synonymes
- Actinophloeus kerstenianus (Sander) Burret[1]
- Balaka cuneata Burret[1]
- Balaka gracilis Burret[1]
- Balaka kersteniana (Sander) Becc. ex Martelli[1]
- Balaka perbrevis (H.Wendl.) Becc.[1]
- Drymophloeus kerstenianus Sander ex Burret[1]
- Drymophloeus seemannii (H.Wendl.) Becc. ex Martelli[1]
- Kentia kersteniana Sander[1]
- Ptychosperma kerstenianum (Sander) Burret[1]
- Ptychosperma perbreve H.Wendl.[1]
- Ptychosperma seemannii H.Wendl.[2],[1]
- Saguaster perbrevis (H.Wendl.) Kuntze[1]
- Saguaster seemannii (H.Wendl.) Kuntze[1]
- Vitiphoenix seemannii Becc. ex Martelli[1]

Statut de conservation UICN

 LC  : Préoccupation mineure

Balaka seemannii  est une espèce de plantes à fleurs du genre Balaka et de la famille des Arecaceae (les palmiers). Il est endémique des îles Fidji, où il pousse dans la forêt tropicale sur Vanua Levu et Taveuni.

## Description
C’est un élégant petit palmier qui peut atteindre 6 à 7 mètres dans son environnement naturel , mais majoritairement en moyenne de 2 mètres de hauteur. Il a un tronc mince, rarement plus de 3 à 4 cm de diamètre avec des colorations attrayantes entre gris et brun , la partie haute légèrement plus foncé. Il ne déploie que 6 à 7 palmes d’environ 1,5 mètre au maximum . Les folioles sont très larges et en forme de triangle dans le même style que celles du genre Caryota. Les fruits sont rouges, ellipsoïdes et légèrement pointus à maturité.
C’est un palmier commun qui a été utilisé comme lances et comme bâtons de marche .